# Autoroute A8 (Pays-Bas)
Pour les articles homonymes, voir Autoroute A8 et A8.
L'autoroute néerlandaise A8 est une autoroute des Pays-Bas qui relie l'A10 (périphérique d'Amsterdam) à l'échangeur de Coenplein. Elle passe par Oostzaan, l'échangeur de Zaandam et Zaandijk. Sa longueur est de 10 km.